# Атлас цветов

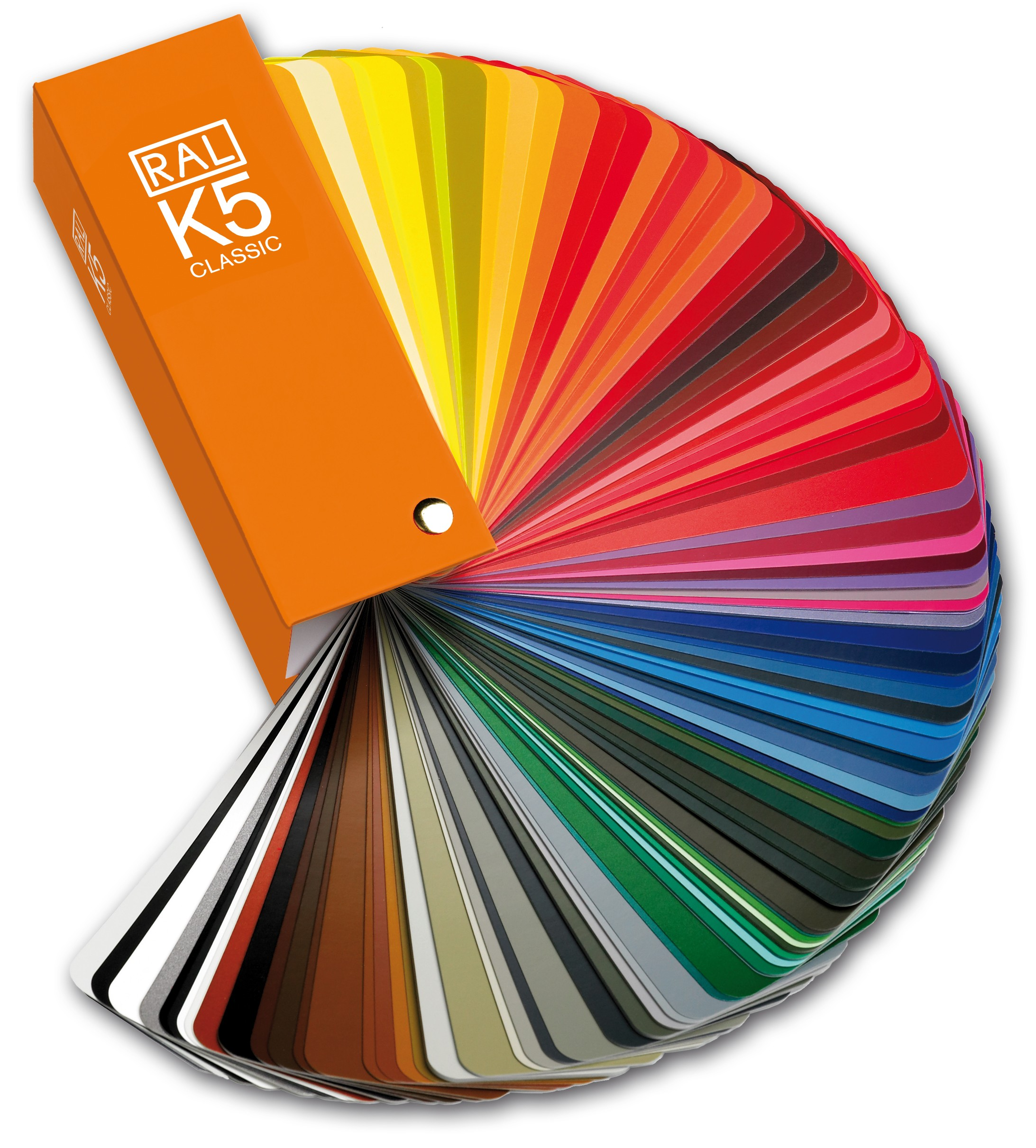
Цветовой веер RAL

А́тлас цвето́в — систематизированный набор разноокрашенных образцов, служащих цветовыми эталонами. Предназначен для измерения[прояснить] цветов объектов путём визуального сравнения. Сравнение производится в условиях идентичного освещения.
Процедура измерения сводится к подбору для измеряемого цвета наиболее сходного с ним из атласа.

## История
Первоначально образцы цвета использовались в виде простейших шкал (т. н. «шкала цветов»), однако по мере увеличения количества образцов цвета всё более необходимым было создание больших атласов цвета. Такие атласы появились в XX веке.

## Системы классификации цветовых эталонов

### Способ синтеза цвета
1. Эталоны изготавливаются методом добавления к смесям хроматических цветов белой и чёрной красок (ахроматических цветов) в разных пропорциях. Классификация при этом строится на относительном количестве хроматического и ахроматического световых потоков при их аддитивном смешении. См. Аддитивный синтез цвета.
2. Образцы атласа изготавливаются путём смешивания красок по принципу субтрактивного синтеза цвета. В лучших атласах такого типа указывается не только соотношение красок для каждого образца, но и публикуется рецептура красок и способ их смешения для каждого эталона, спектральные характеристики каждого эталона и их цветовые координаты в международной системе цветовых измерений.
3. Равноконтрастная система классификации основывается на использовании атласа цветов, в котором образцы распределены по визуально эквивалентным цветовым различиям трёх атрибутов цвета — цветового тона (оттенка, англ. Hue), насыщенности (англ. Saturation) и светлоты (англ. Lightness).

### Тип образцов
Атласы цветов выпускаются различного типа. Основные:
1. Отражающие матовые — печатаются на матовой бумаге.
2. Отражающие глянцевые — печатаются на глянцевой бумаге.
3. Пропускающие — окрашенные желатиновые фильтры.

По заказу ряда фирм выпускаются атласы цветов на подложках из металла, пластике и других материалов, а также атласы окраски тканей.

### Число ступеней цветовых тонов
Обычно от 24 до 40.

### Размер образцов
Обычно применяются образцы размером 1,8 x 2,1 см и 2,1 x 2,8 см.

### Количество образцов и примеры атласов
- Атлас цветов Pantone основан на субтрактивной системе из восьми основных компонент. Основной круг высоконасыщенных цветов образован смешением не более чем двух компонент и содержит 44 образца базовых цветов. Каждому базовому цвету основного круга придан семипольный тоновый ряд, в котором к базовому цвету примешаны чёрная и белая краски. Атлас используется в полиграфии, реже в дизайне.[1]
- Атлас цветов RAL первоначально не имел научного обоснования и был лишь коллекцией цветов RAL, но в 1993 году была выпущена цветовая модель RAL Design на основе цветового шара, в котором каждый цвет имеет точное положение в системе RAL Design согласно своим насыщенности, яркости и тону. Атлас используется в дизайне, в строительстве и в производстве.
- Атлас цветов ICI содержит 1379 образцов цвета и 19 серых фильтров (27 580 возможных цветов)[2]
- Атлас цветов Вильялобоса содержит 7279 образцов. Полутоновая (растровая) печать.[3]
- Атлас цветов Манселла содержит 1325 образцов цвета, напечатанных на матовой бумаге и 1600 образцов цвета, напечатанных на глянцевой бумаге.[4]

## Другие применения
Медицинские атласы цветов служат для обнаружения и исследования дефектов цветового восприятия (дальтонизм).